# Moagylet, Skåne
Moagylet är en sjö i Bromölla kommun i Skåne och ingår i Skräbeåns huvudavrinningsområde.